# Zygozenillia plumbea
Zygozenillia plumbea là một loài ruồi trong họ Tachinidae.